# Al Khadra Mabrouk
Al Khadra Mint Mabrouk ( arabe : الخضرة منت مبروك ), née en 1938 à Tiris Zemmour et morte à Tindouf en 2021, connue sous le nom d'Al Khadra, est une poétesse sahraouie internationalement reconnue pour son travail poétique documentant la guerre du Sahara occidental qui est devenu un élément essentiel de la résistance culturelle du peuple sahraoui.
Elle meurt en 2021 dans les Camps de réfugiés sahraouis. Sa petite fille Aziza Brahim continue de chanter ses poèmes. Le film Al Khadra: Poet of the Desert, projeté au Africa in Motion Film Festival (en) en 2012 lui rend hommage.

## Biographie
Al Khadra est née vers 1938 à Tiris. Sa famille est bédouine et son enfance est passée à se déplacer dans la région afin que sa famille puisse trouver du pâturage pour ses animaux. Elle a appris la poésie dès son plus jeune âge en écoutant les autres durant des performances.
La première poésie qu'elle a apprise célébrait la beauté féminine, mais après le début du mouvement d'autodétermination espagnol dans les années 1970, sa poésie a changé pour devenir socialement consciente et célébrer les réalisations militaires du Polisario. Al Khadra est l'une des nombreuses poétesses dont le travail est devenu un élément essentiel de la résistance culturelle du peuple sahraoui. Elle est la seule poétesse sahraouie à avoir documenté la guerre du Sahara occidental de 1976 à 1991, ce qui vaut le surnom de poétesse de la guerre. Les sujets de ses poèmes incluent le mur marocain du Sahara occidental, également connu sous le nom de Berm ; le premier char du Polisario ; la réfutation de la « marocanisation » de sa patrie ; et fournir du carburant pour la révolution.
En 1975, elle est forcée de se déplacer vers les Camps de réfugiés sahraouis de Tindouf par l'armée marocaine. En 2012, elle vit dans le camp de réfugiés d'El Aaiún.

Al Khadra est morte en octobre 2021. L'Union nationale des femmes sahraouies lui rend hommage par ces mots : « la culture sahraouie est en deuil. (…) Nous n’oublierons jamais sa contribution pour garder vivante la marque de la femme sahraouie dans la poésie ».

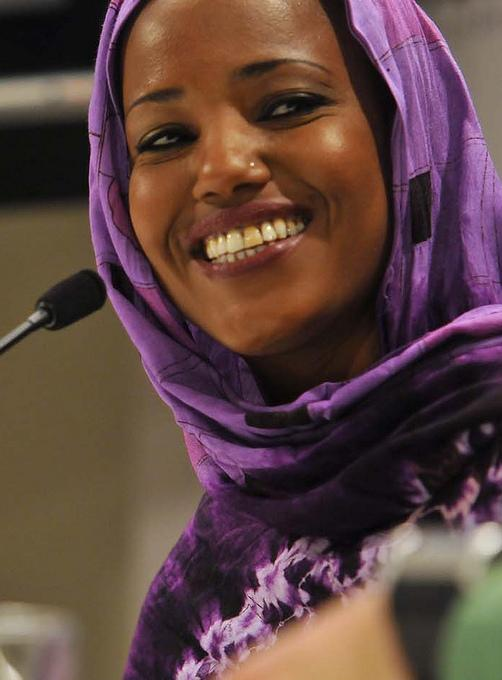
Aziza Brahim, la petite fille de Al Khadra Mabrouk.

## Hommages et postérité
La petite-fille d'Al Khadra est la chanteuse Aziza Brahim, qui interprète la poésie de sa grand-mère dans le monde entier. L'album Mabruk est dédié à Al Khadra et enregistre son travail avec le soutien de guitares électriques et de batterie.
En 2012, Al Khadra fait l'objet d'un film documentaire intitulé Al Khadra: Poet of the Desert, projeté au Africa in Motion Film Festival (en) cette année-là. Dans ce documentaire elle déclare « Mon rêve est de voir mon peuple vivre avec l’indépendance. Une vie sans sa propre terre n’est pas une vie »,.
Mariem Hassan a également célébré l'œuvre de Khadra dans ses chants en interprétant ses poèmes.